# آلبرت کایپ
آلبرت کایپ (هلندی: Aelbert Cuyp; ۲۰ اکتبر ۱۶۲۰ – ۱۵ نوامبر ۱۶۹۱) نقاش اهل هلند بود.
وی از نقاشان دوران طلایی هلند در قرن ۱۷ میلادی می‌باشد آثارش بیشتر در زمینه منظره‌نگاری بوده. یاکوب خریتس کایپ پدر و بنیامین خریتس کایپ برادر وی نیز نقاش بوده‌اند.

## نگارخانه

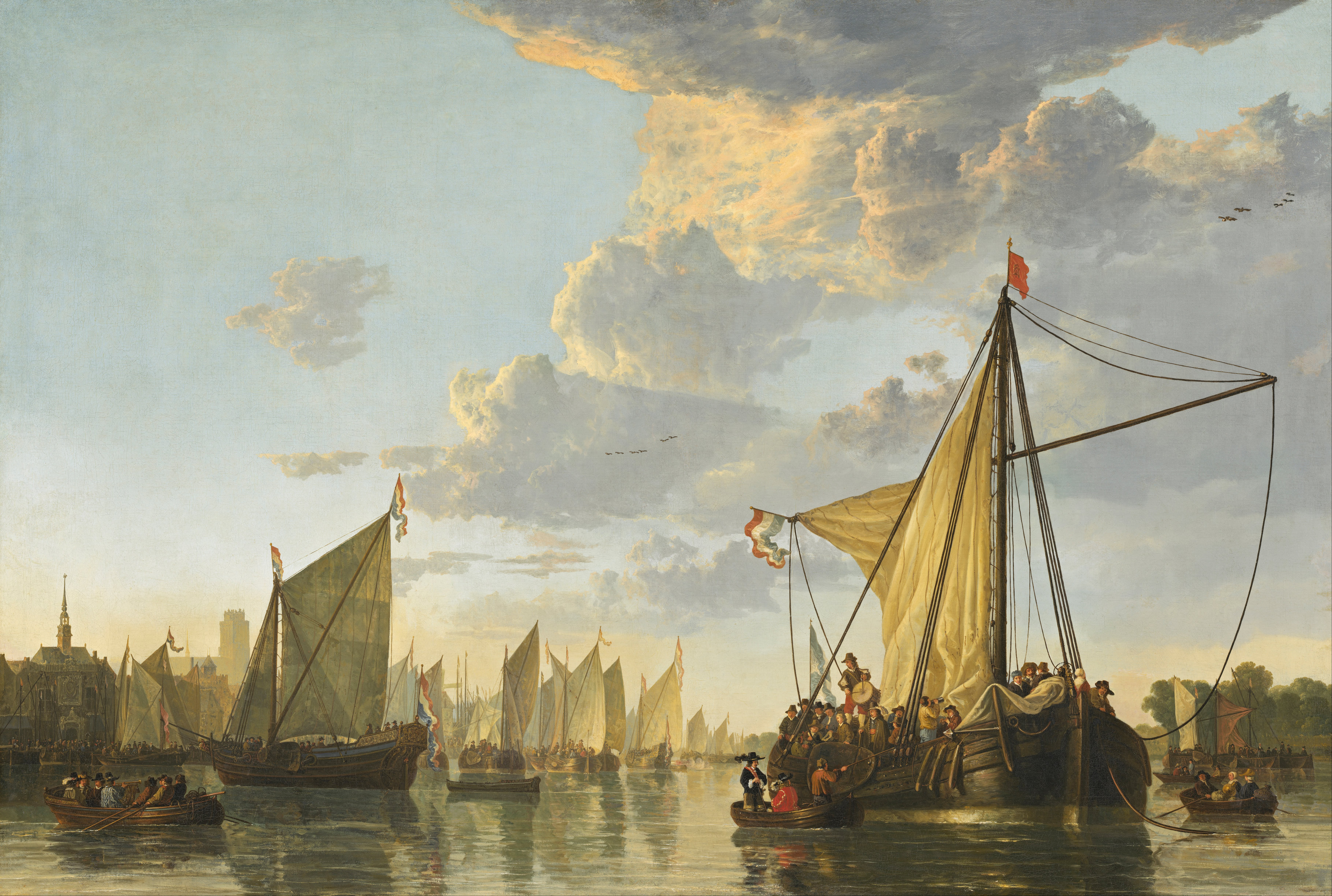
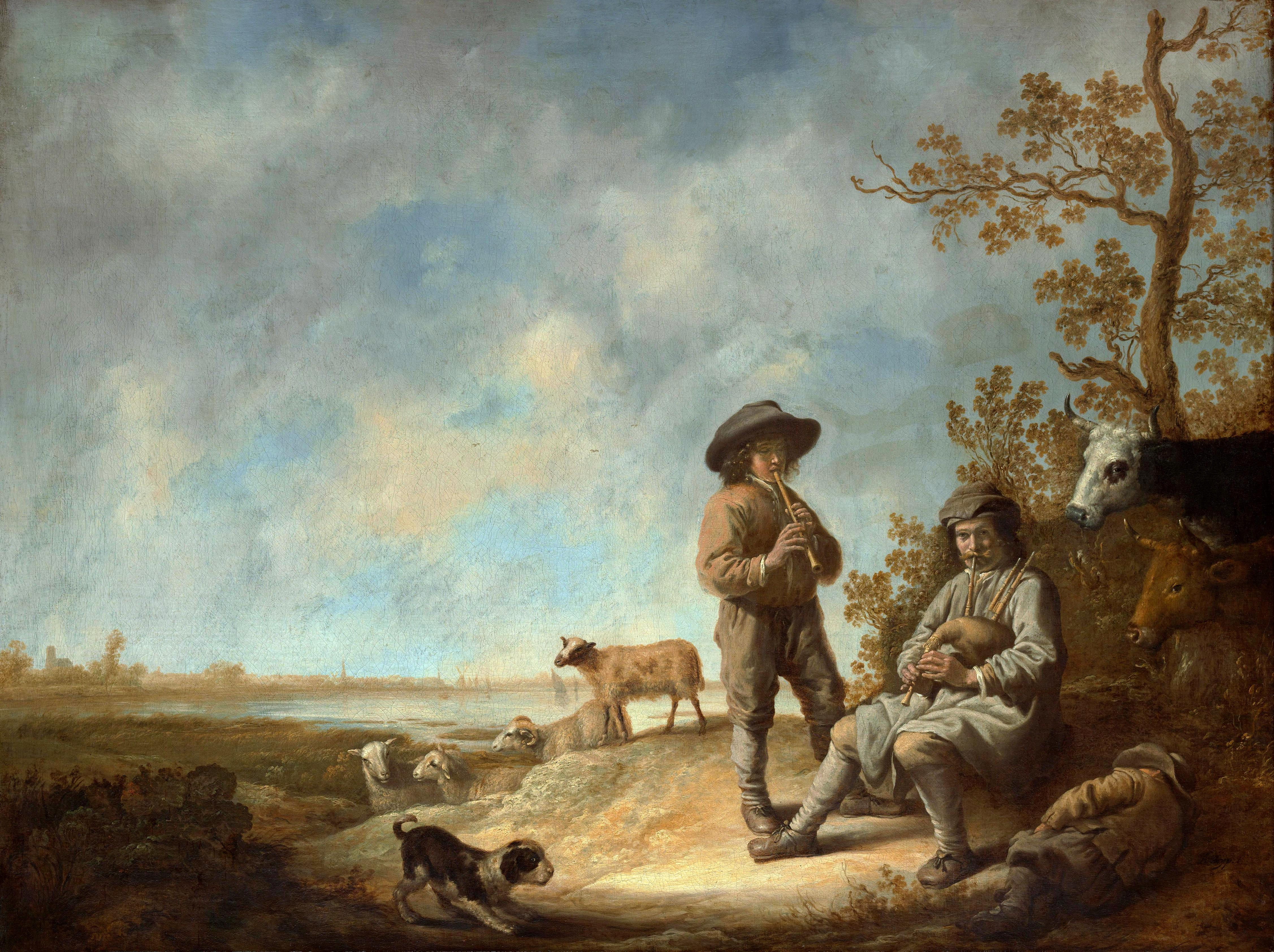
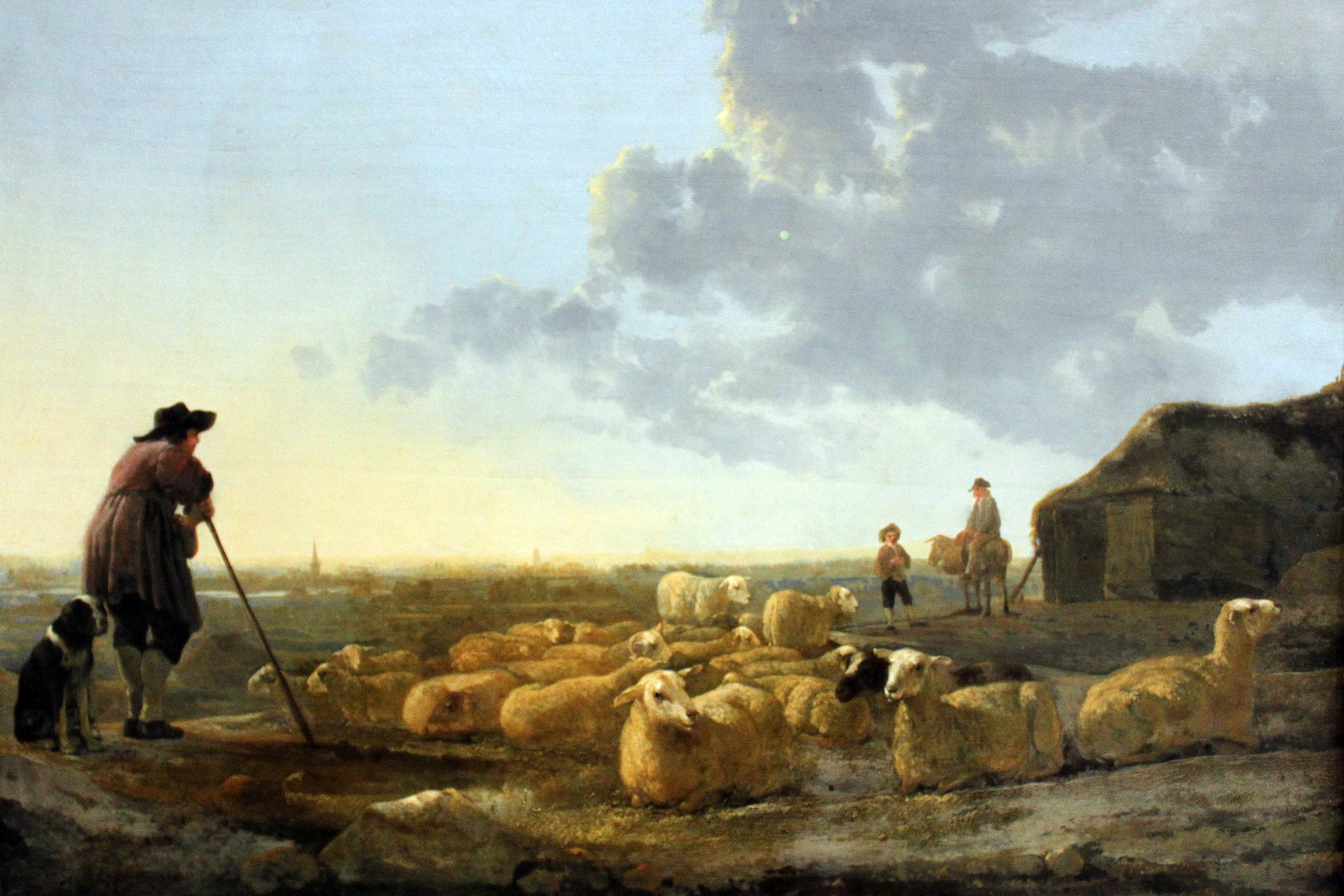
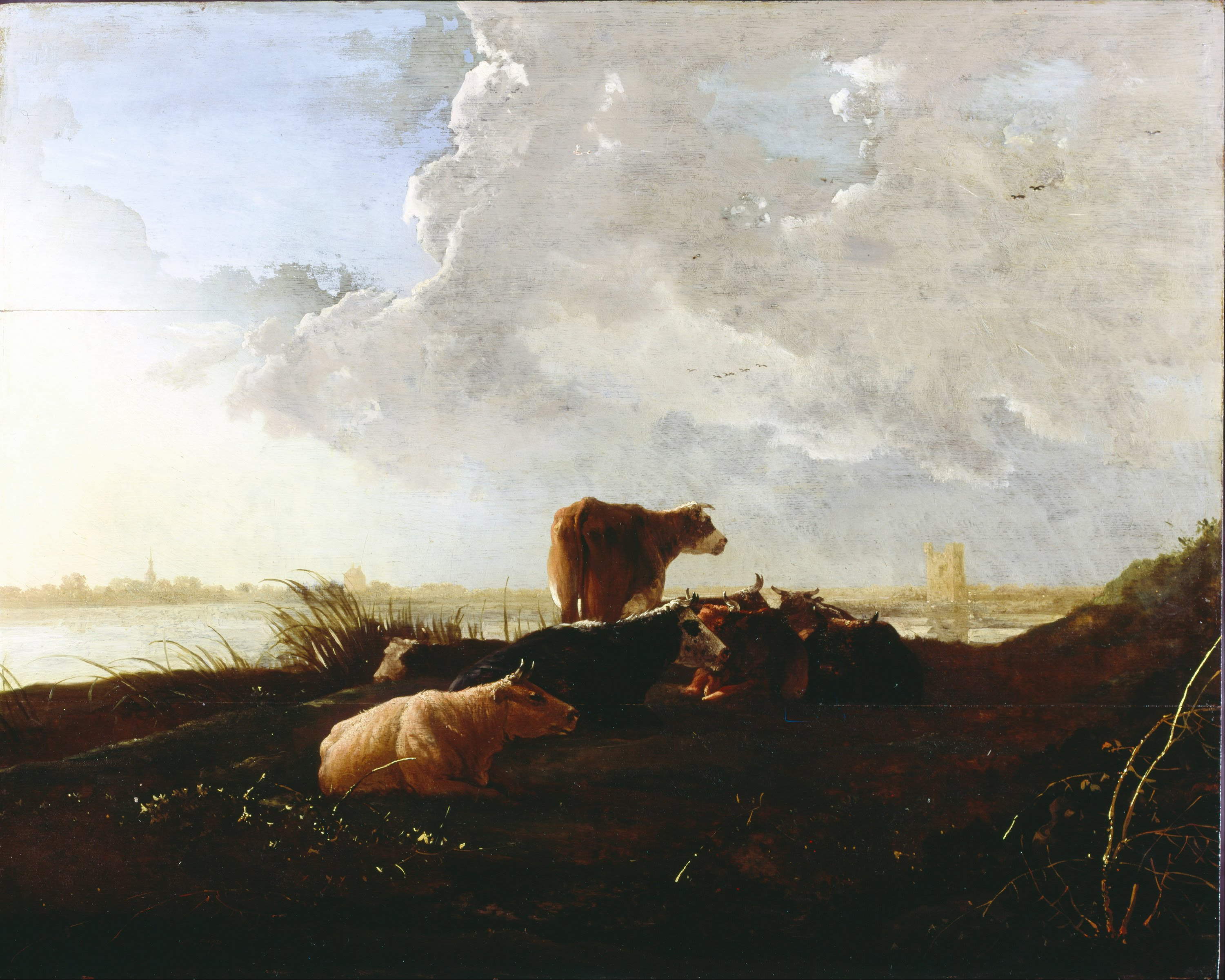
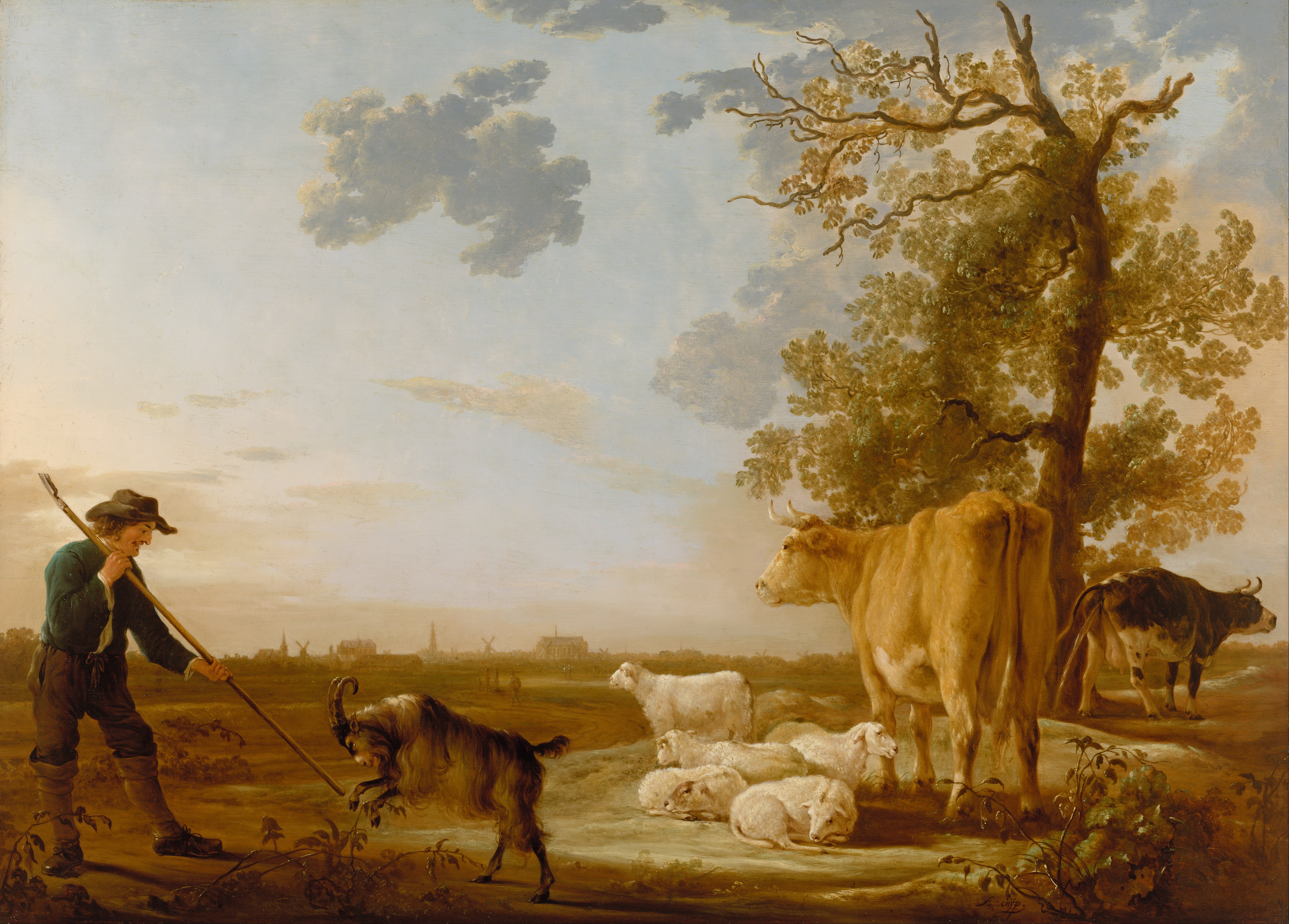
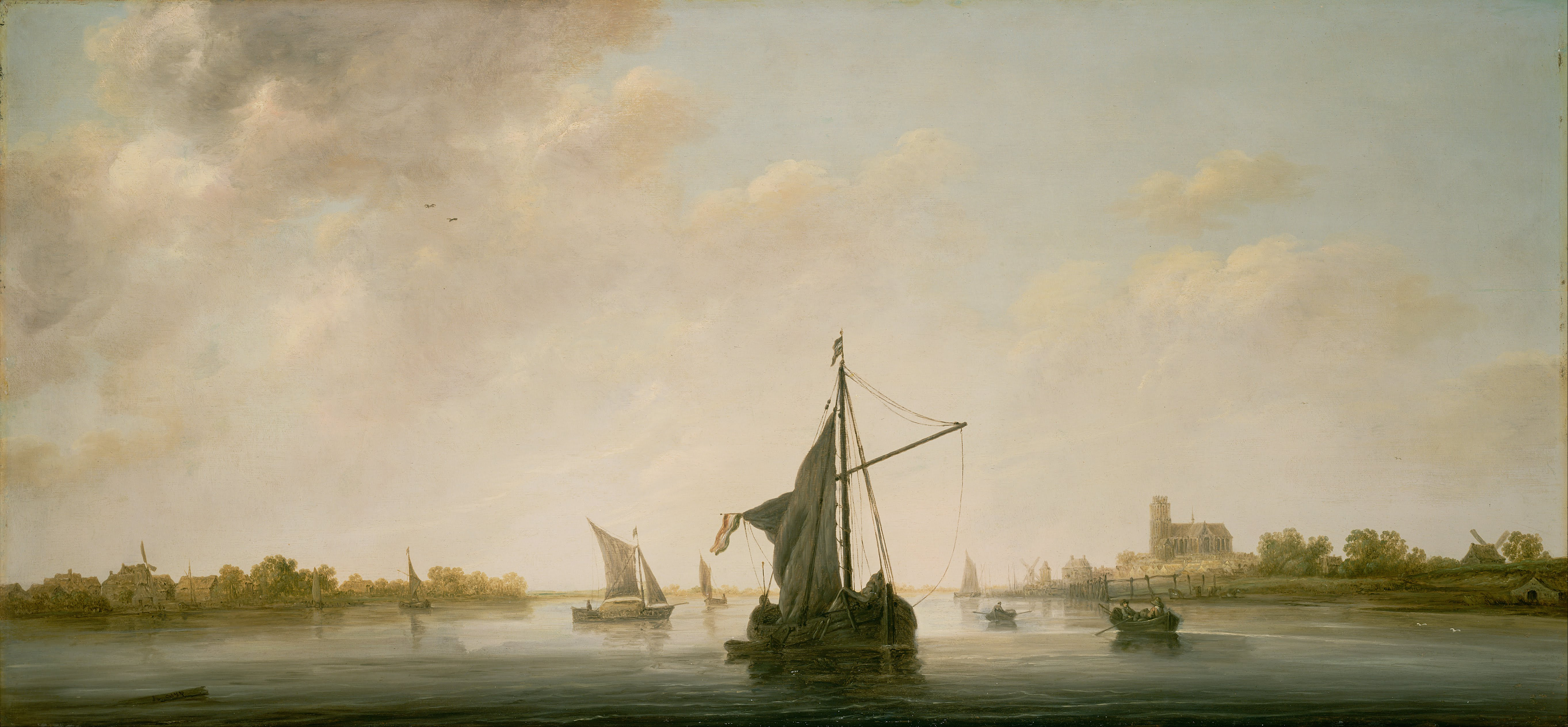
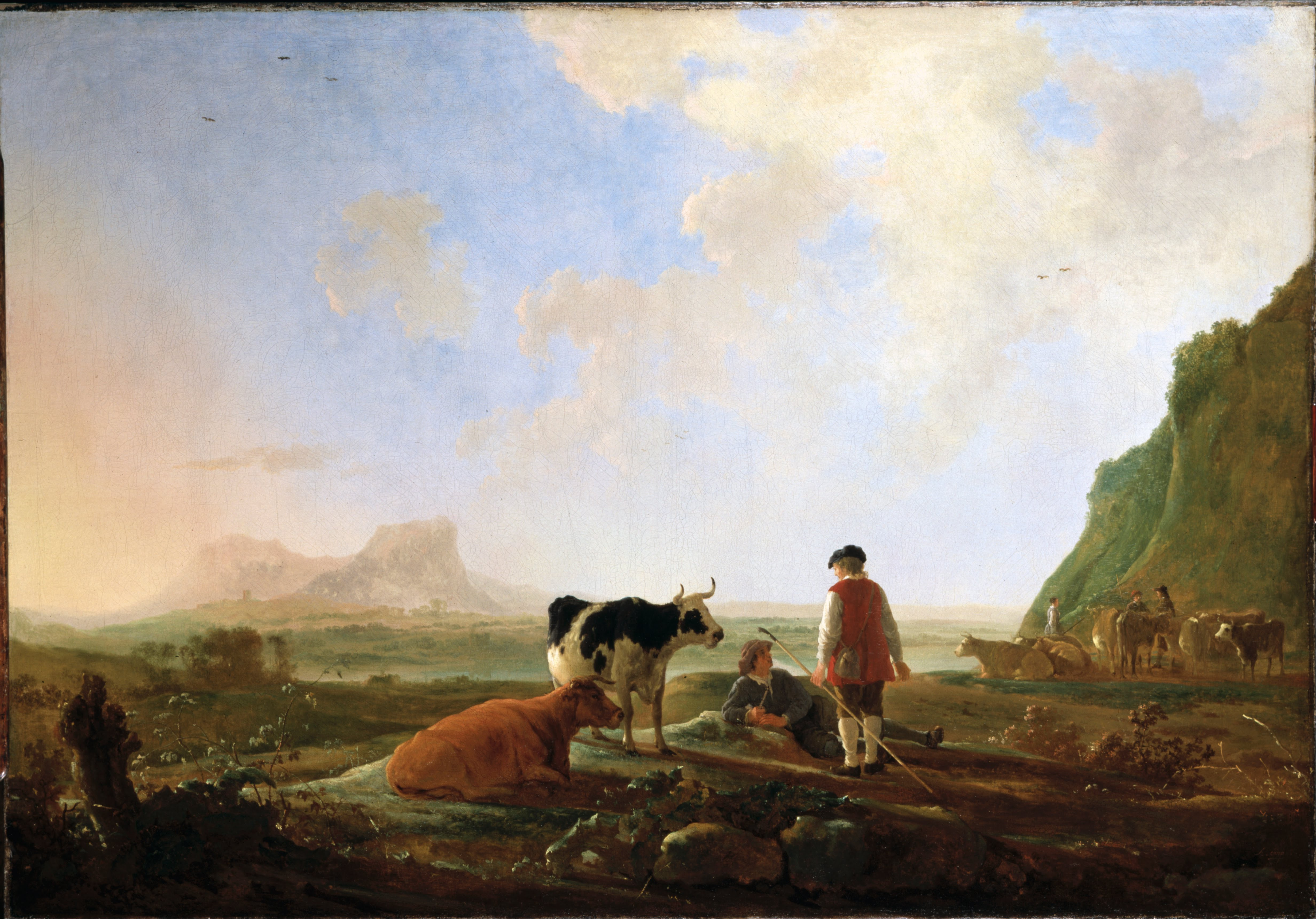
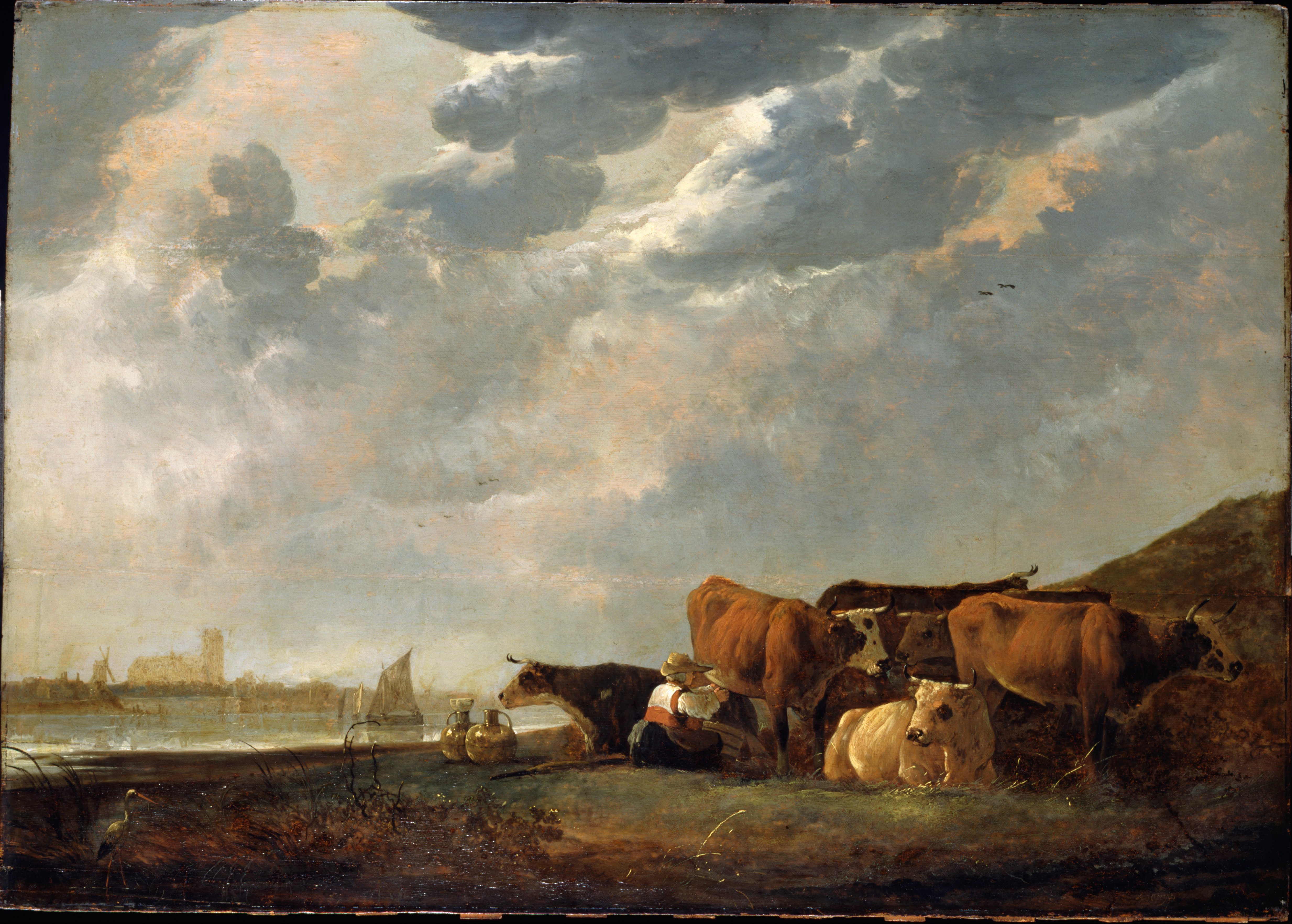
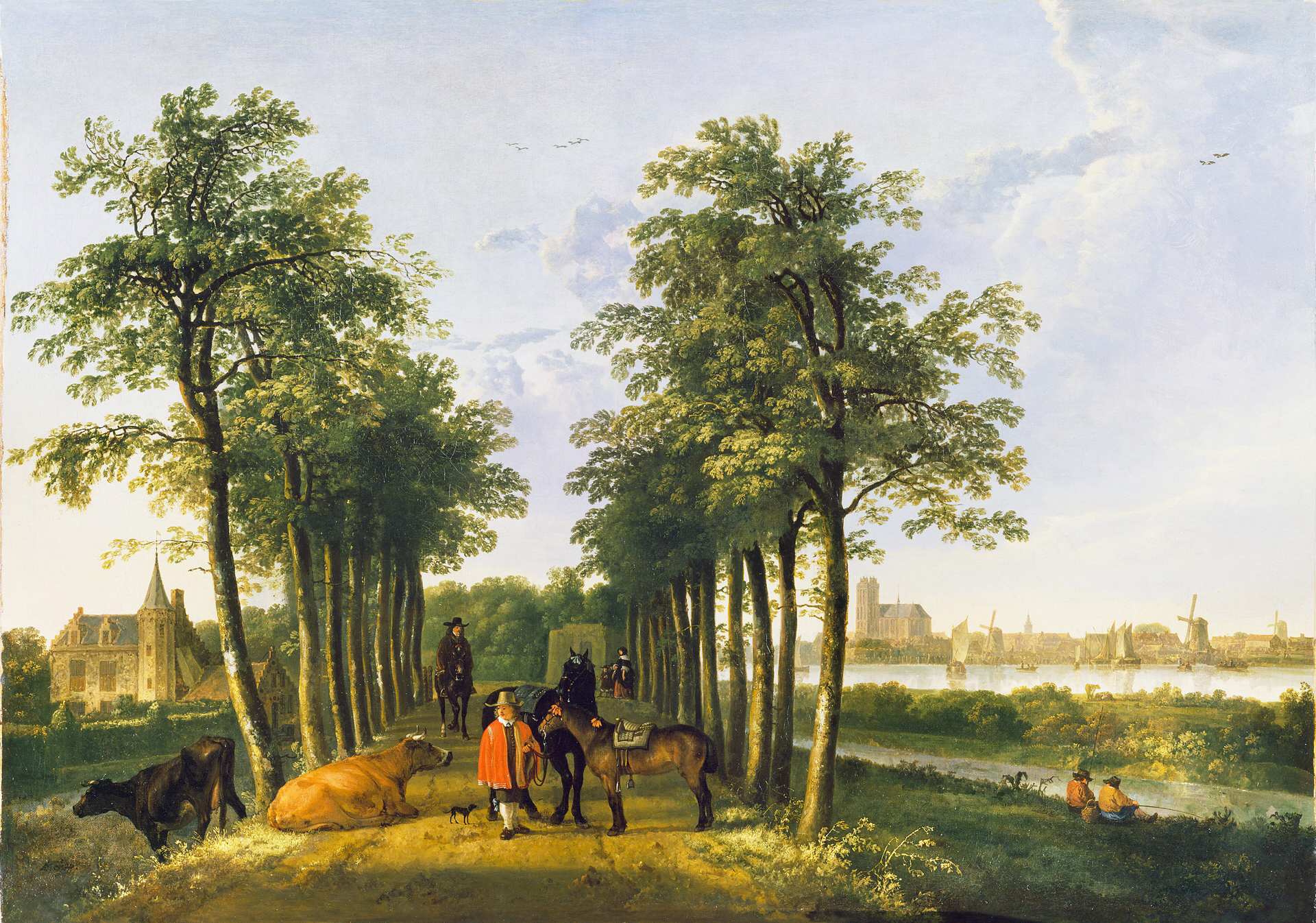
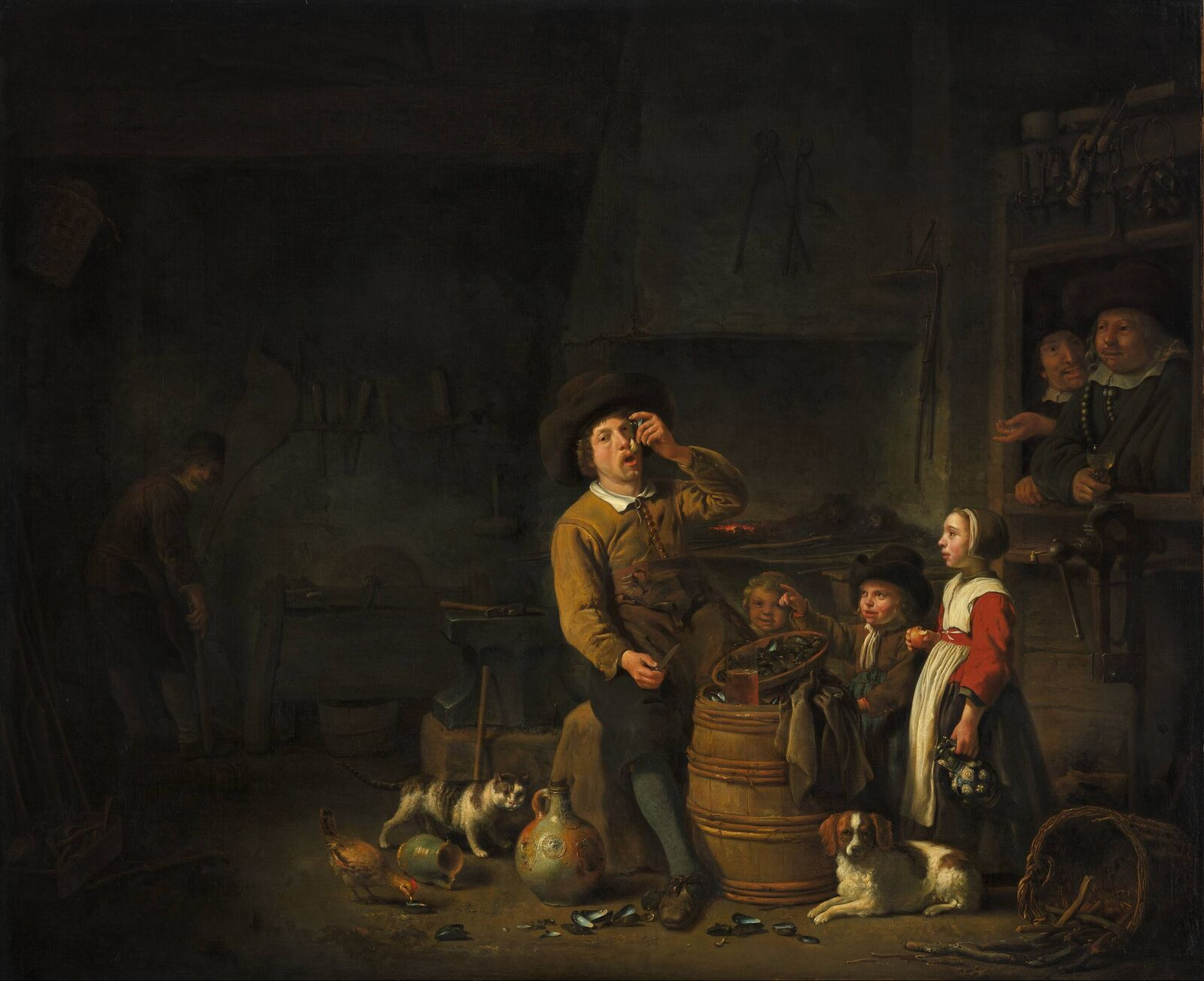
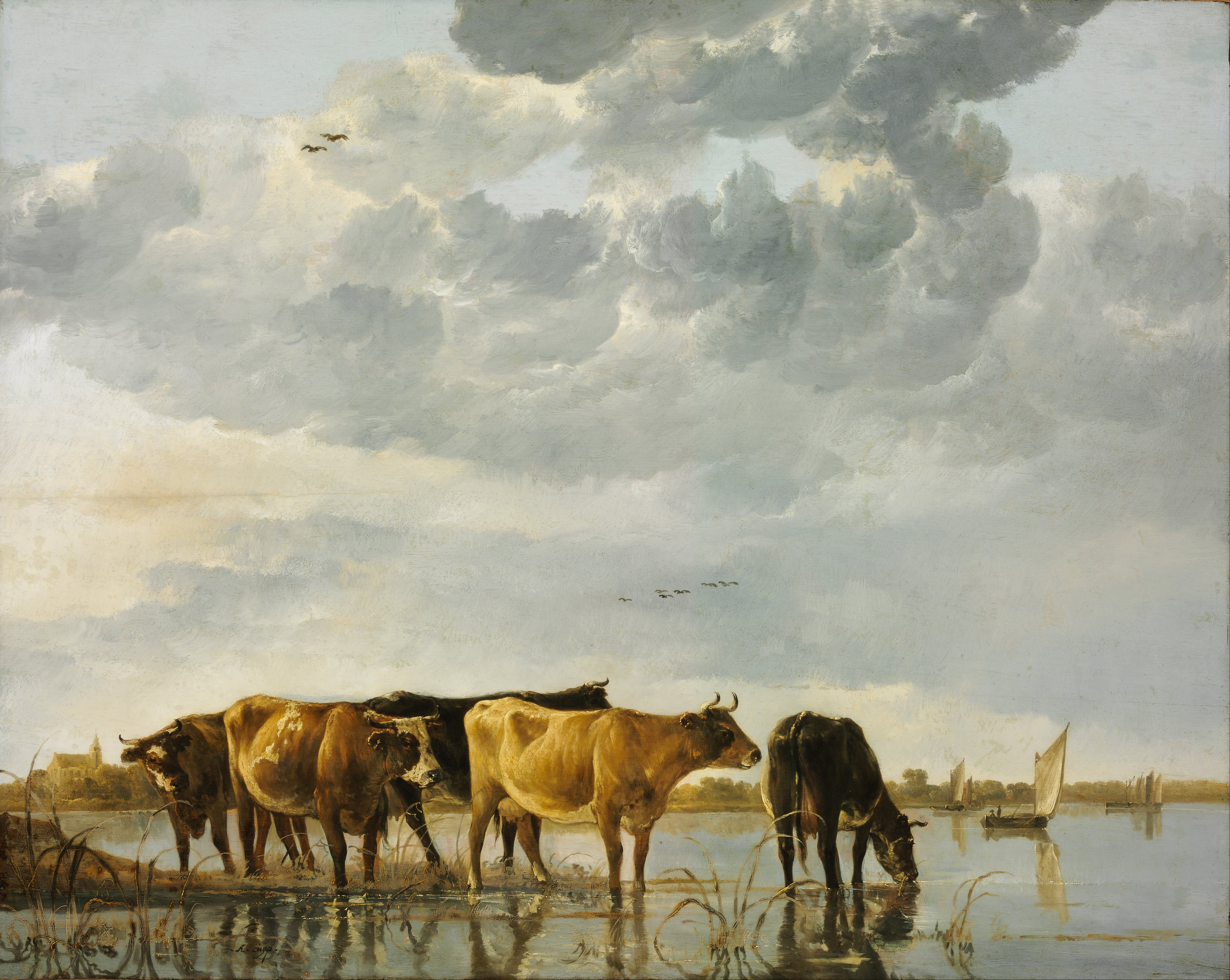
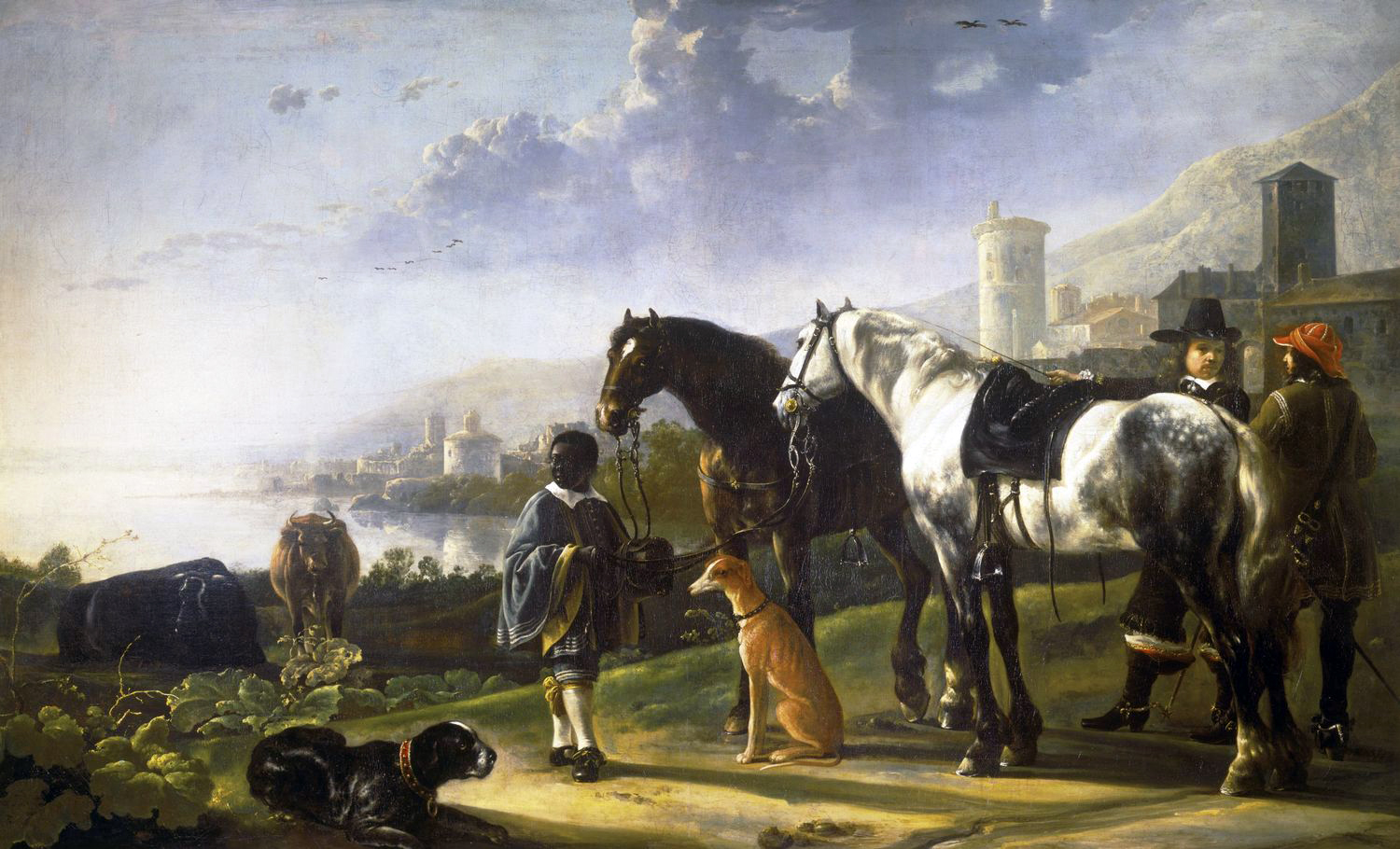
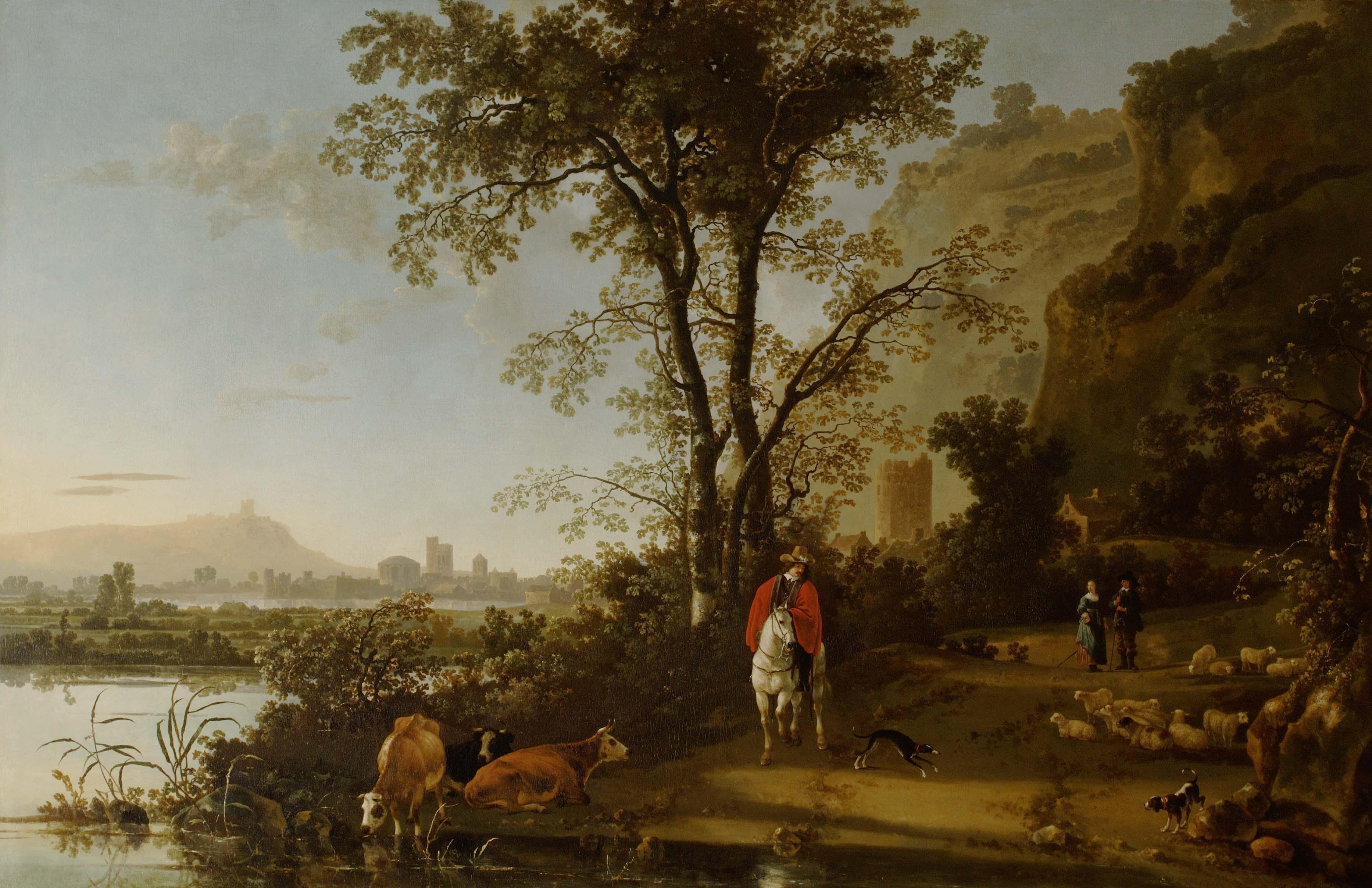